# 49 Палес
49 Палес — астероїд головного поясу, відкритий 19 вересня 1857 року.
Тіссеранів параметр щодо Юпітера — 3,182.